# Hamartiologie
Hamartiologia (din greacă: ἁμαρτία, hamartia, "lipsă de marcă, eroare" și λογια, -logia, "studiu"), o ramură a teologiei creștine, este studierea păcatului.

## Păcatul originar
Principalele ramuri ale creștinismului, inclusiv cel romano-catolică, presbyterian, continental reformat, și reformată baptistă subscriu la doctrina păcatului original, pe care Apostolul Pavel o propovăduiește în Romani 5:12-19 și pe care Augustin de Hippo a popularizat-o în Occident și a dezvoltat-o într-o noțiune a "păcatului ereditar". Episcopul nord-african ne-a învățat că Dumnezeu îi ține pe toți urmașii lui Adam și Eva de responsabili pentru păcatul răzvrătirii al lui Adam și, ca atare, toți oamenii merită mânia lui Dumnezeu și osânda, nu numai pentru păcatele individuale.
În contrast, un punct de vedere, uneori atribuit lui Pelagius afirmă că oamenii intră în viața morală ca "tabula rasa" (tabulae rasae), responsabili pentru propria lor natură morală. Toamna care a avut loc atunci când Adam și Eva n-au ascultat de Dumnezeu, în funcție de Pelagianism, a afectat omenirea numai minim ca acesta a stabilit o morală negativă precedent. Puțini teologi contemporani (mai ales gânditori în tradițiile augustiniane ), dar niciun teolog ortodox, cu toate acestea, nu ar continua să dețină acest hamartiologic punct de vedere.
O a treia ramură de gândire are o poziție intermediară, afirmând că, întrucât Căderea în păcat a lui Adam a afectat in mod natural ființele umane, acestea au tendința înnăscută de a se răzvrăti împotriva lui Dumnezeu (în care rebeliunea de ca alegere personală îi face răspunzători pe oameni, cu excepția lui Isus, și la care fie vor alege sau au ales deja să se dedea). Aceasta este poziția hamartiologicaă a Bisericii Creștine Ortodoxe, de multe ori numit păcatul strămoșesc, spre deosebire de păcatul originar, dar uneori este privit ca Semipelagian în Occident, mai ales de către Reformați.